# Karantin
Karantin (en rus: Карантин) és un poble (un possiólok) de Calmúquia, a Rússia, segons el cens del 2010 tenia 100 habitants. Pertany al districte municipal de Priiútnoie.